# Distillazione clandestina
La distillazione clandestina è la pratica, diffusa in molti paesi del mondo, di produrre illegalmente bevande alcoliche mediante distillazione a partire da varie materie prime. I distillati ottenuti hanno spesso caratteristiche particolari rispetto ai prodotti disponibili sul mercato legale.

## Produzione

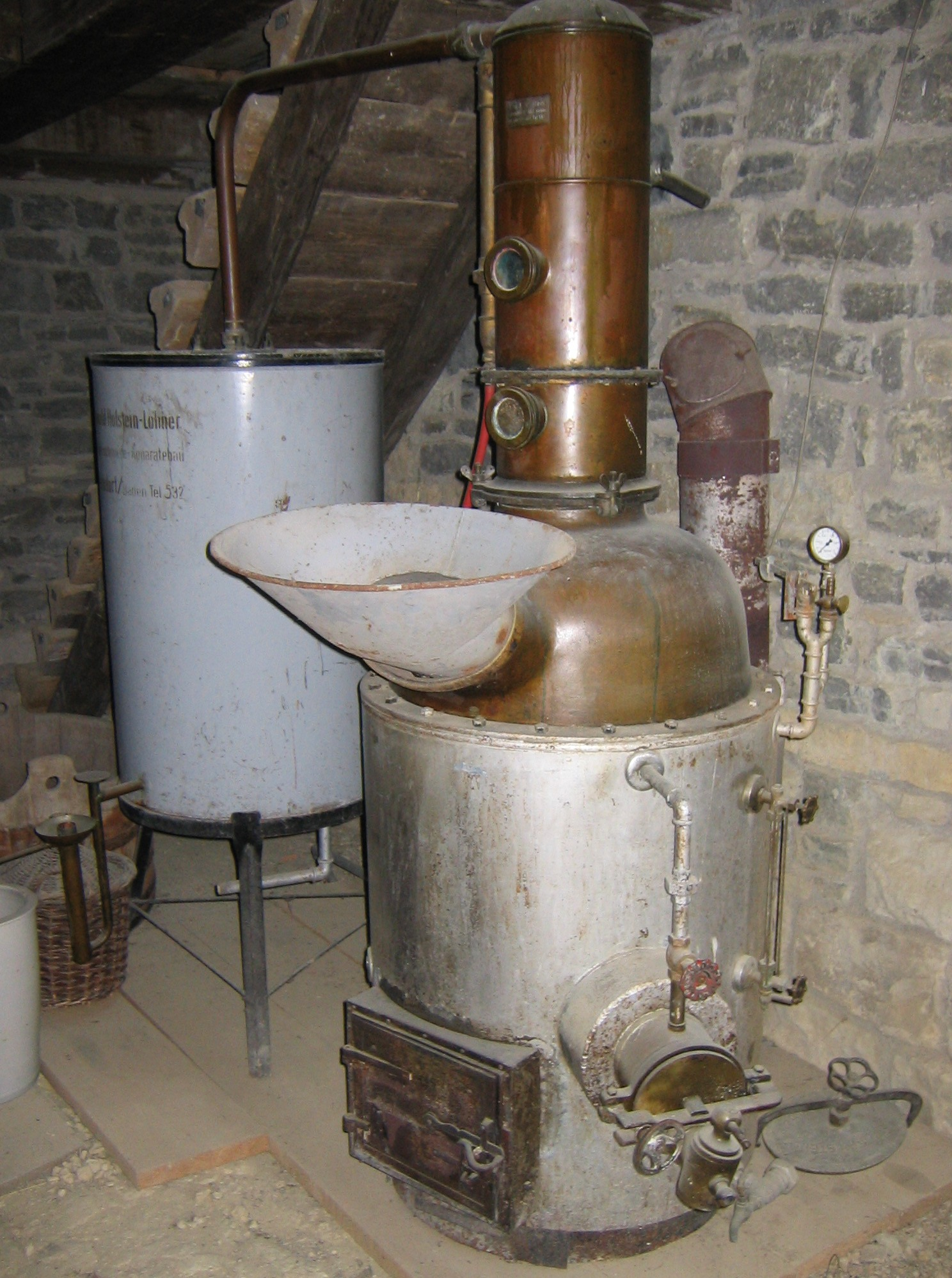
Tradizionale attrezzatura per la distillazione casalinga in Germania

Come nel caso di tutte le bevande alcoliche si parte dal lievito o dai batteri naturali (ad esempio quelli del gruppo zymomonas) i quali, facendo fermentare una fonte di zucchero, producono alcool. L'alcol così ottenuto viene poi estratto dal liquido fermentato per distillazione.
La produzione casalinga del distillato utilizza in genere piccoli alambicchi solitamente fatti di rame o di acciaio inox, che vengono collegati con un cilindro riempito d'acqua fredda all'interno del quale passa una bobina di tubo di rame all'interno della quale, a causa della temperatura relativamente bassa, l'alcol che evapora può condensare ed essere raccolto. Apparecchiature di questo tipo venivano tradizionalmente impiegate per la semplicità di realizzazione e il loro costo relativamente modesto. Coloro che praticano oggi la distillazione clandestina utilizzano spesso apparecchiature più complesse ma più produttive, come alambicchi a doppia distillazione, a volte auto-costruiti e a volte invece assemblati a partire da appositi kit o comprati già interamente assemblati. 
Data l'origine illegale, è difficile che la bevanda ottenuta venga stoccata in grandi contenitori o botti (come ad esempio si fa per il whisky o il cognac prodotti legalmente), essendo queste facilmente individuabili dalle forze dell'ordine.

## Utilizzo
L'etanolo prodotto illegalmente è di solito associato a bevande destinate al consumo umano; la distillazione clandestina viene però anche praticata per ottenere biocarburanti.

## Rischi

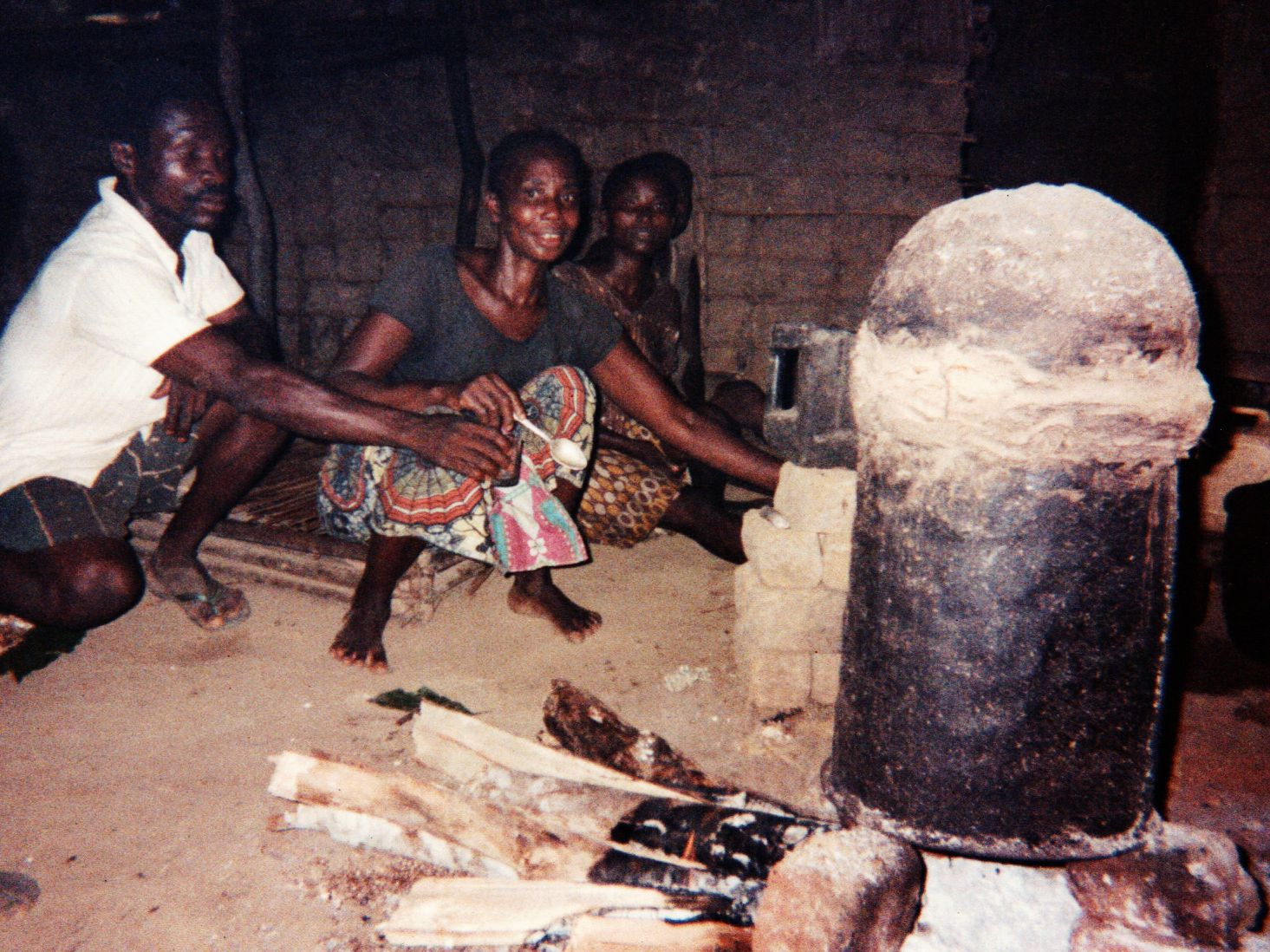
Lotoko, un distillato congolese a base di mais prodotto in un fusto per idrocarburi

Gli alcolici di origine illegale possono contenere vari tipi di impurità oppure avere odori anomali derivanti da un processo produttivo inadeguato o da cessioni di sostanze odorose da parte dei contenitori utilizzati per lo stoccaggio. 
Gli alambicchi che utilizzano radiatori di auto come condensatore sono particolarmente pericolosi. In certi casi il glicole etilenico utilizzato come antigelo può contaminare il prodotto, come pure il piombo, anch'esso tossico e potenzialmente mortale.
Per quanto il metanolo non venga prodotto dalla fermentazione dei cereali in quantità tossiche, la contaminazione da parte di questa sostanza è possibile nel caso in cui produttori senza scrupoli ne aggiungano per aumentarne la gradazione alcolica apparente del liquore. Le prime porzioni di liquido che escono dal condensatore (la «testa») vengono normalmente eliminate perché contengono buona parte del metanolo presente nel liquido fermentato, dato che questo ha un punto di ebollizione più basso dell'etanolo. La «testa» contiene inoltre altre sostanze chimiche indesiderate quali l'acetone e diverse aldeidi.
Nel Bengala occidentale (India), dove esiste una fiorente attività di distillazione clandestina, partite di liquore contaminato di metanolo hanno ucciso nel 2004 circa 100 abitanti di Mumbai,180 nel 2008,136 nel 2009 e 170 nel 2011.
I liquidi contenenti più del 50% di alcool in termini di volume sono infiammabili e quindi sono pericolosi da manipolare. Il pericolo di incendio è inoltre particolarmente alto durante la produzione delle bevande, dato che l'alcol sotto forma di vapore può accumularsi nell'aria del laboratorio di distillazione se questo non è sufficientemente ventilato.

### Test di qualità
Una stima rapida del grado alcolico della bevanda può essere effettuata scuotendola in un recipiente trasparente. La formazione di grosse bolle che spariscono rapidamente indica che il grado alcolico è più elevato di una bevanda analoga nella quale le bolle formatesi con lo scuotimento sono più piccole e spariscono più lentamente.
Un altro test diffuso ma non troppo affidabile per farsi un'idea della qualità del distillato consiste nel bruciarne una piccola quantità all'interno di un cucchiaio. Se la fiamma è:
- blu: indica buona qualità;
- gialla: la qualità è mediocre (il distillato contiene fuselöl, ovvero gli alcol superiori della coda, ad alto peso molecolare);
- rossastra: indica la presenza di piombo nel distillato, spesso dovuta all'utilizzo di un radiatore di auto come condensatore, soprattutto in passato quando le cavità dei radiatori erano rivestite con tale metallo.

Nonostante il test della fiamma dia in effetti indicazioni sulla presenza di piombo e di alcoli superiori, non rileva la presenza di metanolo che brucia con una fiamma invisibile.

## La distillazione clandestina nel mondo

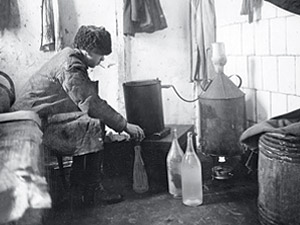
Preparazione del samogon negli anni venti

### India
I distillati clandestini prodotti in modo artigianale sono detti in India tharra. La base per ottenerli è un fermentato di polpa di canna da zucchero contenuto in larghi contenitori sferici e impermeabili di terracotta.

### Italia
Uno dei più noti distillati che almeno in passato venivano prodotti clandestinamente è il Filu 'e ferru. Il nome risale al metodo che veniva utilizzato per nascondere i contenitori con il distillato e gli alambicchi, che venivano nascosti sottoterra. Per poterne individuare la posizione al momento opportuno questi venivano legati con uno o più fili di ferro, con un capo che sporgeva dal terreno. La distillazione clandestina per ottenere grappe artigianali era anche piuttosto diffusa nelle regioni del nord-est del paese.
Da molti anni la distillazione per uso domestico non è permessa dalla normativa vigente in Italia. Il Decreto del Ministero delle Finanze 27 marzo 2001, n. 153, di attuazione del Testo Unico DL 26 ottobre 1995, n. 504, nel dettare gli adempimenti fiscali ai quali sono soggetti i produttori commerciali di bevande alcoliche, All'art. 1 "Richiesta di Autorizzazione", comma 5, recita: "Non sono soggetti agli obblighi del presente articolo [...] c) a norma degli articoli 34, comma 3, 36, comma 3 e 38, comma 3 del Testo Unico i produttori di vino, di birra e di bevande fermentate diverse dal vino e dalla birra, per uso proprio, dei propri familiari e dei propri ospiti, a condizione che i prodotti non siano oggetto di alcuna attività di vendita". Pertanto non solo è consentita la produzione ad uso personale di vino, birra e altre bevande alcoliche, ma anche tale attività è sottratta al regime autorizzatorio e al controllo fiscale cui sono invece soggetti i produttori commerciali. Vino, birra e altre bevande fermentate non sono distillati, ed è sempre stata permessa la produzione per uso proprio, diversamente dai distillati, che sono tuttora vietati per ragioni di sicurezza alimentare non essendoci alcuna garanzia della totale assenza di metanolo nei distillati casalinghi.

### Nord America
Il termine utilizzato in America Settentrionale per indicare la distillazione clandestina è moonshine (traducibile con chiaro di luna), e le persone che la praticano vengono chiamate moonshiners. Tale attività era particolarmente diffusa negli Appalachi e nel Canada atlantico, dove si producevano alla luce della luna e si distribuivano poi illegalmente notevoli quantità di whisky.

### Russia
In Russia i superalcolici distillati artigianalmente (e spesso in maniera clandestina) vengono chiamati samogón. Il samogón è un superalcolico ottenuto mediante distillazione artigianale grazie a strumenti artigianali o industriali di masse alcoliche (mosti), risultato della fermentazione di zuccheri, dello zucchero dei cereali, di patate, barbabietole, frutta e altri prodotti contenenti zucchero e sostanze amidacee.
La produzione artigianale di superalcolici venne bandita durante il comunismo e considerata come un illecito amministrativo. Durante il mandato di Michail Gorbačëv venne fatta una severa campagna contro il consumo degli alcolici, che portò ad un aumento della distillazione clandestina. Con la caduta del comunismo i divieti divennero meno stringenti. Nel 2015 il governo russo regolamentò la produzione del samogón e degli altri distillati del grano.